# スター・ウォーズ リパブリックコマンド
『スター・ウォーズ リパブリックコマンド』（Star Wars：Republic Commando）は映画『スター・ウォーズ エピソード2/クローンの攻撃』と『スター・ウォーズ エピソード3/シスの復讐』を題材とした同名の小説『スター・ウォーズ: リパブリックコマンド』シリーズを題材としたファーストパーソン・シューティングゲームである。
日本では映画『エピソードIII』が二ヶ月遅れで公開されていたのに対し、本作は日本にて世界で一番早く発売された。
対応機種はXbox、Windows 98/Me/2000/Xp で、PC版は体験版が配信されている模様。
THQ Nordic Japanは2021年12月23日にリマスター版を発売。機種はPlayStation 4/Nintendo Switch。

## 概要
本作はアンリアルエンジンを使用しており、これまで数多く発売された『スター・ウォーズ』ゲームと比べ独特のテイストを持つ作品であることが特徴である。特に一瞬見た程度ではまったくスター・ウォーズとは無関係に思えるほどで、非常にオリジナリティにあふれた異色作である。しかしながら、背景にジョン・ウィリアムズが作曲したスター・ウォーズの楽曲が流れたり、映画でも御なじみのキャラクター、効果音、小道具、シチュエーションなどがふんだんに盛り込まれている。
プレイヤーは惑星カミーノで生まれたクローン・トルーパーのエリート兵として、『デルタ小隊』（en:Delta Squad）のリーダー "RC-1138" となりクローン大戦に参戦することとなる。

## ゲーム・システム
先にも述べたとおり、本作はファーストパーソン・シューティングゲームである。プレイヤーはデラックス・モデルのクローン・トルーパーであるRC-1138（デルタ3-8）と一体化してゲームを進めてゆく。
RC-1138（以下デルタ3-8 またはボス）はデルタ小隊の隊長であり、指揮下のクローン・トルーパー3名に指示を出しながら任務を遂行する。指示には索敵、地点防衛、爆破、狙撃、工作など様々なものがあるが、基本的にひとつのボタンによるワンタッチというシンプルな操作でそれらの命令を下すことができる。
ゲームそのものは「敵を撃滅して先へ進む」というシンプルなものであり、コンパスなどによって行くべき道が表示されるので道に迷うことも少なく、非常に遊びやすいのも本作の特徴である。 また、難度も三段階に調整することが可能で、FPSになじみの無い日本のユーザーにも比較的優しい仕様となっている。
ちなみに、同じゲームエンジンを搭載したレインボー・シックスシリーズと比較されることがあるが、どちらかというと本作のシステムはHALO寄りである（Xbox版にいたっては操作方法が90パーセント以上一致している）

## ストーリー
プロローグ　惑星カミーノ

チャプター1  ジオノーシスの戦い
プレイヤー率いるリパブリック・コマンドもといデルタ小隊は、ジオノーシスの戦いに参加する。デルタ小隊は共和国攻撃用ガンシップやAT-TEなど他のクローン兵士の支援を受け、ジオノーシス地下のドロイド製造工場に潜入。地上での戦いを有利に進めるためこれを破壊することとなる。
チャプター2 共和国アサルトシップ プロセキューター
ジオノーシスの戦いからしばらく後のこと。とある宙域で行方不明だった共和国のアサルトシップが発見される。デルタ小隊はこの調査のためここに派遣されるが、艦内で彼らを待ち受けていたのはトランドーシャンと呼ばれるエイリアンの宇宙海賊であった。
更に通商連合の母艦まで現れ、デルタ小隊は船を救うべく艦の砲撃システムを蘇生しようと試みる。
チャプター3 キャッシークの戦い
キャッシークにトランドーシャンが設置した収容所に、ウーキーの族長であるターフルが幽閉されていることが判明。デルタ小隊は彼を救助すべく収容所へと向かう。

## キャラクター

### 共和国
先にも述べたとおり、本作はスター・ファイターのパイロットやジェダイに視点を当てた作品ではなく、クローン・トルーパーを主題としている。
RC-1138 Delta 3-8 "Boss" / RC-1138 デルタ スリー・エイト 通称『ボス』
声：西凜太朗（日本語）
本作の主人公である。プレイヤーの分身。能力的には指揮能力に優れているとされ、デルタ小隊のリーダを請け負う。アーマーはオレンジ色にペイントされているが、周りのメンバーと比較するとやや地味な傾向にある。
また、コマンドとしてあまり不名誉な行動（フレンドリー・ファイヤや何度も戦闘不能に陥るなど）を繰り返すとデルタ小隊の面子から『3-8の代理クローンが必要です』『本当に我々と同じクローンなのか」等と突っ込まれることとなる。
RC-1138の1138はTHX 1138に由来するものと思われる。
RC-1140 Delta 4-0 "Fixer" / RC-1140 デルタ フォー・オー 通称『フィクサー』
声：立木文彦（日本語）
デルタ小隊の副指令的な立場にあるが、他のメンバーに比べてぶっきらぼうである。とにかく真面目であり、いかにもクローン兵士らしいクローンである。アーマーの色は緑。主にコンピューターなどへのハッキング作業などに優れる。
ちなみに、フィクサーは仲介者の意である。
RC-1207 Delta 0-7 "Sev" / RC-1207 デルタ オー・セヴン 通称『セヴ』
声：乃村健次（日本語）
一言で言うと「血に飢えた凶戦士」である。小隊の中で最も獰猛で好戦的な性格を持ち戦闘中も恐怖を煽るような発言をする。アーマーにも目を引くような血が飛び散ったような赤いペイントを施している。特に狙撃能力に長けている。
RC-1262 Delta 6-2 "Scorch" / RC-1262 デルタ シックス・ツー 通称『スコーチ』
声：江川央生（日本語）
同じ遺伝子から創られたクローン兵士たちであるが、そうとは思えないほど個性的なクローンとは彼のことである。戦闘中であろうとジョークを言い放つほか、所々でシニカルな部分をうかがうことができる。
彼は爆破のエキスパートであり、アーマーもそれらしく黄色にペイントしている。 なお、スコーチとは焼痕の意。これは彼が爆破訓練でミスを犯したことに由来するらしい。
CT-01/425 アドバイザー
声：加瀬康之（日本語）
デルタ小隊の司令官。ゲーム中、デルタ小隊に任務を命じる。コマンダーでは無い為か装甲に特徴は無く、通常のフェーズI・クローン・トルーパー・アーマーを纏っている。
ターフル
ウーキー族の長。トランドーシャンに誘拐され、キャッシークに作られた収容所に幽閉されていた。彼もまた映画に先駆けての登場であった。
ウーキー
キャッシークを故郷とする銀河一誇り高き種族。ゲーム後半に登場する。
トーン・ウィ
声：北條文栄（日本語）
カミーノの補佐官。プロローグに登場する。
ヨーダ
声：辻村真人（日本語）
ジェダイの長老。エピローグで姿を表す。

### 連合
本作において敵として登場する陣営。
グリーヴァス将軍
サイボーグのドロイド司令官。 キャッシークにおいて、映画『エピソードIII』に先駆けて登場。
マグナガード
独立星系連合の重役を護衛する為に製造された、高価なドロイド。 グリーヴァス将軍同様、映画に先駆けての登場。映画では貧弱に描かれているが、本作では、コンセプト通り、非常に手ごわい敵として扱われている。
スーパー・バトル・ドロイド
本作では銃が主要兵器の為、装甲が厚いこのドロイドは映画よりも遙かに強力な敵として登場する。作中ではSBDと略される。セヴはこのドロイドの装甲を1枚ずつ剥がしていくのが至福の時だという。
バトル・ドロイド
もはや御馴染みの存在といえるが、映画以上に幾何学的で恐怖を煽るデザインとなっている。映画同様数で攻めてくるため、過小評価してかかると思わぬ痛手を被ることとなる。
デストロイヤー・ドロイド
いわゆるドロイディカである。シールドを纏い、ジェダイの中にも恐れるものはいるため、本作では紛れもなく強敵といえる。ほとんど決まって2体で出現する。
トランドーシャン
インチョリなどと同様、爬虫類種族。このゲームのストーリーにおける重要な集団であるため、中盤からは頻繁に出現するようになる。
ジオノージアン
クローン大戦勃発の地、ジオノーシスの原住民。本作では映画で登場した2足歩行の者以外に、様々な形体のジオノージアンが登場する。

## 武器
先にも述べたとおり、本作はファーストパーソン・シューティングゲームである。その仕様上戦闘には銃火器が欠かせないため、プレイヤーは銃器や手りゅう弾を使い分けることとなる。

### 共和国軍
- DC-17 ブラスターライフル

クローン兵の標準装備であるが、コマンドー向けのカスタムモデルを使用することとなる。
本銃は全自動射撃が可能なアサルトライフルであるが、2種類のアタッチメントによるカスタマイズが可能である。
狙撃アタッチメントを装着することにより、スナイパーライフルに変形し、榴弾アタッチメントを装着することによりグレネードランチャーとして機能する。それぞれ弾薬は共有ではない。特にアサルトライフルの弾薬こちらは道中で頻繁に拾うことが出来る。
- DC-15 ブラスター・ピストル

スター・ウォーズの世界にはありふれた代物。弾切れを起こさない、白兵戦や弾薬を節約したいときに重宝する。
- サーマル・デトネーター

爆破系武器の1種。広範囲にダメージを及ぼすことができる汎用武器。
- エレクトロスタティック・チャージ・デトネーター（ECデトネーター）

爆破系武器の1種。ECデトネーターは有機体はもちろんのこと、バトル・ドロイドなどの最新技術を駆使したターゲットに対しても、きわめて効果的である。エレクトロスタティック・チャージを発生させ電子機器の回路を撹乱し、有機体を感電死させる。爆発半径が非常に大きいため、注意が必要だ。
- フラッシュ・デトネーター

爆破系武器の1種。目標に与えるダメージは極めて少ないが、数秒間相手の目を眩ませることができる。優勢な敵を相手に戦う場合、この武器を使って混乱を引き起こすことができれば、状況を打開できるかもしれない。
- ソニック・デトネーター

爆破系武器の1種。この種のグレネードは、小型の発振器を使ってソニック・ブラストを起こす。精密機器などのターゲットの他に、生身のヒューマノイドに対しても有効だ。また、何かの表面に密着し、10秒間、またはターゲットが接近するまでの一定時間、起爆を遅らせることもできる。

### ジオノージアン
- エリートビーム

ジオノーシアン・エリートの体液を利用するユニークな武器である。体液を利用して、きわめて致死性の高い高密度エネルギー・ビームを作り出す。

### トランドーシャン
- ACPアレイ・ガン

トランドーシャン傭兵団（主にスレイバー）が使用するショットガン。射撃後、シェルに収納された粒子チャージがすさまじい勢いで周囲に広がり、近距離の敵に対し強大な破壊力を示す。
- 加速荷電粒子リピーター・ガン

トランドーシャン傭兵団が使用するサブマシンガン。中近距離の戦闘で使用され、シールドを貫通する威力を持つ。ドロイドに対してはそれほど有効ではない。
- トランドーシャン・リピーターガン

トランドーシャン傭兵団（主にヘビーアサルト・マーシナリー）が使用するガトリングガン。スターシップ用のターレットに比べてわずかに携帯に便利なこのヘビー・リピーターは、特殊傭兵部隊が防衛境界線を死守するときや敵陣地を壊滅させるときなどに用いる。
- LJ-50コンカッションライフル

中長距離戦闘で使用され、震盪性のエネルギー・チャージによって衝突の瞬間ターゲット内部を激しく振動させ、500ユニット半径内のものをことごとく破壊する。

### ウーキー族
- ウーキー・ボウキャスター

ウーキーの標準的な武器、チューバッカの武器としてもおなじみのボウガン。スコープがついているため、スナイパーガンとしても使用でき、分解性エネルギー封入型フィジカルボルトを遠距離のターゲットに向けて発射する。この特殊ボルトを発射するときには、3つの弾丸を使用する。
- ウーキー・ホーミング・ロケット・ランチャー

肩に担いで使用するこの携帯型ロケット・ランチャーは、追尾なしの通常の発射と自動追尾のどちらかを選択できる。ヘヴィ・ウォーヘッドを装着したロケットはターゲットに向かって自動推進する。

## 登場兵器
- 共和国攻撃用ガンシップ
- AT-TE

多数の機体が共和国の戦艦に収納されており、デルタ小隊はこれを用いて敵に応戦することができる。
- 共和国アサルトシップ

エピソードIIで初登場した共和国の軍用艦。惑星に物資や兵員を着上陸させる揚陸艦として運用されているが、強力な火砲も備えている。

## 音楽
スター・ウォーズ: バトル・フロント同様、本作は映画スター・ウォーズでも使用された楽曲もゲーム本編でも使用されている。
しかし、スター・ウォーズ・ゲームとしては前代未聞なことにエンディングテーマをイギリスのロックバンドアッシュが歌っている。また、メインテーマをはじめ数々の合唱も本作オリジナルのものである。男性しかいないクローン兵士のゲームらしく、この合唱も男声のみの迫力ある重低音で飾られているのが特徴。
また、合唱で使われている言語は、彼らクローンコマンドの教官でクローン兵たちのオリジナルであるジャンゴ・フェットも所属していたマンダロリアン傭兵団の母国語であるマンドア語で歌われている。

## キャスト
本作は完全日本語吹き替えである。
また、オリジナル版での『ボス』役はジャンゴ・フェットを演じたテムエラ・モリソンが演じる。